# Broken my toybox
Broken my toybox (ブロークン マイ トイボックス) は、2016年結成の3ピースポップ・ロックバンド。

## 概要
- 独自のジャンル『ブロークン』を掲げ、ロックやポップスなど、バンドサウンドに囚われない音楽を作っている[1]。
- バンド名の由来は、メンバーの藤井が「トイ・ストーリー」が好きだったことから、「おもちゃみたいな言葉を入れたバンド名にしたい」としたため[2]。

## メンバー
藤井 樹（ふじい いつき）
- 担当：Vo./Gt. 作詞作曲
- 誕生日：4月5日[3]
- バンド名を名付けた本人。「おもちゃみたいな言葉を入れたバンド名にしたい」と思い、今のバンド名を考案した[4]。
- 幼少期、母の車でかかっていた松任谷由実のトリビュートアルバム「Dear Yuming」に収録されていた、「翳りゆく部屋」を歌う椎名林檎に度肝を抜かれ、高校でギターを始めるまで椎名林檎と東京事変を主に聞いていた[4]。
- 高校入学後、軽音学部に所属し、ギターを始めたときにBUMP OF CHICKENやRADWIMPSの存在を知った。その後、CIVILIANとそれでも世界が続くならに影響を受け、バンドを組む決意を固めた[4]。

高田 健太郎（たかた けんたろう）
- 担当：Gt.
- 誕生日：3月5日[5]
- 郷間と加藤（旧メンバー）の3人で組み、ボーカルを務める予定だったが、「別の人に頼もう」となり、大学の友人から藤井を紹介された[4]。
- 幼少からRADWIMPSやBUMP OF CHICKENを聞いて育ち、最も影響を受けたバンドにTHEE MICHELLE GUN ELEPHANTを挙げている[4]。

郷間 直人（ごうま なおと）
- 担当：Ba./Cho.
- 誕生日：10月3日[6]
- バンドの発起人。アニメ「涼宮ハルヒの憂鬱」の「ハレ晴レユカイ」をきっかけに、中学1年生ときにベースを始める[4]。
- GREENDAYやTHE OFFSPRINGなどの洋ロックを中心にバンドにハマり[4]、邦ロックではELLEGARDENや［Alexandros］などのバンドを聞いていた[7]。
- グッズのデザインやMVの構成なども担当している。

## バイオグラフィー

### 2016年
- 5月に、藤井樹(Vo./Gt.)、高田健太郎(Gt.)、郷間直人(Ba./Cho.)、加藤芳樹(Drms.)の4名で「Broken my toybox」を結成。
- 8月、1st EP「Lilly」をライブ会場限定で発売。

### 2017年
- 10月26日、1stシングル「Hello Halo/ワンダーライアー」が発売された。

### 2020年
- 6月27日、2ndシングル「かけがえのないなどない」収録、「Morning glory」のMVがYouTubeにて投稿。本MVの映像編集はベースの郷間が務めた。
- 9月30日、UNIVERSAL MUSIC JAPAN主催の『グノシー × ARTIST BASE オーディション2020〜RISE〜』でグランプリを受賞[8]。
- 12月22日、MBS特区ドラマ「夢中さ、きみに。」のOPが「Hello Halo -ReLight-」に決定した[9]。

### 2021年
- 8月25日、4ヶ月連続リリースの第一弾「バンシーの叫び」を配信リリース。
- 9月29日、4ヶ月連続リリースの第二弾「もし生まれ変わったなら」を配信リリース。
- 10月27日、4ヶ月連続リリースの第三弾「感情的な英雄」を配信リリース。
- 11月24日、4ヶ月連続リリースの最終幕「かつては少年少女」を配信リリース。
- 12月22日、1stフルアルバム「Broken my toybox」をUNIVERSAL MUSIC JAPANから発売。

### 2022年
- 10月26日、配信シングル「ENDLESS」をリリース。同日公開のMVでは、ドラムの加藤がアニメーションイラストを制作した[10]。
- 12月31日、ドラムの加藤が脱退[11]。

### 2023年
- 7月26日、3人体制初のシングル「椿の唄」を配信リリース。

### 2024年
- 2月7日、1stミニアルバム「My Fantasia」を配信リリース。
- 6月26日、「衣食住」シリーズ第一弾となる「Tasty」を配信リリース[2]。
- 8月28日、「衣食住」シリーズ第二弾となる「桃源郷へようこそ」を配信リリース。
- 10月30日、「衣食住」シリーズ第三弾となる「Stitch」を配信リリース。

### 2025年
- 1月29日、2ヶ月連続リリース第一弾「衣食住」シリーズとしては第四弾となる「フィラメント」を配信リリース。
- 2月26日、2ヶ月連続リリース第二弾であり「衣食住」シリーズ第五弾となる「ウォッシャブル」を配信リリース。
- 3月20日、「衣食住」シリーズ最終回となる「apPETite」を配信リリース[12]。
- 5月28日、YouTubeライブ及びX(旧Twitter)にて、Murffin discs内のレーベル、ECLO (エクロ)に所属することを発表した[13]。
- 8月6日、ミニアルバム「THERAPY」をタワーレコード限定でリリース。

## ディスコグラフィー

### アルバム
|                   | 発売日            | タイトル          | 規格                 | 規格品番          | 順位              |
| UNIVERSAL Connect | UNIVERSAL Connect | UNIVERSAL Connect | UNIVERSAL Connect    | UNIVERSAL Connect | UNIVERSAL Connect |
| ----------------- | ----------------- | ----------------- | -------------------- | ----------------- | ----------------- |
| 1st               | 2021年12月22日    | Broken my toybox  | CD+DVD（初回限定盤） | POCE-92124        | -                 |
| 1st               | 2021年12月22日    | Broken my toybox  | CD（通常盤）         | POCE-12175        | -                 |

### ミニアルバム
|                    | 発売日       | タイトル     | 規格         | 規格品番     | 順位         |
| インディーズ       | インディーズ | インディーズ | インディーズ | インディーズ | インディーズ |
| ------------------ | ------------ | ------------ | ------------ | ------------ | ------------ |
| 1st                | 2024年2月7日 | My Fantasia  | 配信         | -            | -            |
| ECLO/murffin discs |              |              |              |              |              |
| 2nd                | 2025年8月6日 | THERAPY      | CD           | ECLO-0001    | -            |

### 配信限定シングル
|                    | 配信日       | 配信日       | タイトル               | 収録アルバム     |
| 年                 | 月日         |              | タイトル               | 収録アルバム     |
| インディーズ       | インディーズ | インディーズ | インディーズ           | インディーズ     |
| ------------------ | ------------ | ------------ | ---------------------- | ---------------- |
| 1st                | 2018年       | 12月15日     | おかえり劣等生         | Broken my toybox |
| 2nd                | 2019年       | 9月18日      | 反抗の声明             | 未収録           |
| 3rd                | 2019年       | 10月30日     | かけがえのないなどない | 未収録           |
| 4th                | 2020年       | 5月13日      | morning glory          | 未収録           |
| 5th                | 2020年       | 6月3日       | 二度寝をしようよ       | 未収録           |
| 6th                | 2020年       | 7月1日       | 車窓                   | Broken my toybox |
| 7th                | 2020年       | 9月30日      | ブラックアウト         | Broken my toybox |
| 8th                | 2020年       | 10月28日     | スクラップアンドビルド | 未収録           |
| UNIVERSAL Connect  |              |              |                        |                  |
| 9th                | 2021年       | 1月20日      | Hello Halo -ReLight-   | Broken my toybox |
| 10th               | 2021年       | 8月25日      | バンシーの叫び         | Broken my toybox |
| 11th               | 2021年       | 9月29日      | もし生まれ変わったなら | Broken my toybox |
| 12th               | 2021年       | 10月27日     | 感情的な英雄           | Broken my toybox |
| 13th               | 2021年       | 11月24日     | かつては少年少女       | Broken my toybox |
| 14th               | 2022年       | 7月27日      | 青くなくとも           | 未収録           |
| 15th               | 2022年       | 10月26日     | ENDLESS                | 未収録           |
| インディーズ       |              |              |                        |                  |
| 16th               | 2023年       | 7月26日      | 椿の唄                 | My Fantasia      |
| 17th               | 2023年       | 8月30日      | Float                  | My Fantasia      |
| 18th               | 2023年       | 10月25日     | 幸福のすべて           | My Fantasia      |
| 19th               | 2023年       | 12月20日     | コピーライト           | My Fantasia      |
| 20th               | 2024年       | 6月26日      | Tasty                  | 未収録           |
| 21st               | 2024年       | 8月28日      | 桃源郷へようこそ       | 未収録           |
| 22nd               | 2024年       | 10月30日     | Stitch                 | 未収録           |
| 23rd               | 2025年       | 1月29日      | フィラメント           | THERAPY          |
| 24th               | 2025年       | 2月26日      | ウォッシャブル         | 未収録           |
| 25th               | 2025年       | 3月20日      | apPETite               | THERAPY          |
| ECLO/Murffin discs |              |              |                        |                  |
| 先行配信           | 2025年       | 7月30日      | THERAPY                | THERAPY          |

### CDシングル
|     | 発売日         | タイトル                    | 規格品盤      | 収録アルバム | 備考                                     |
| --- | -------------- | --------------------------- | ------------- | ------------ | ---------------------------------------- |
| 1st | 2018年10月21日 | Hello Halo/ワンダーライアー | B-1021-TOYBOX | 未収録       |                                          |
| -   | 2019年6月6日   | ARE ME?                     | -             | 未収録       | Demoシングル。                           |
| 2nd | 2019年10月31日 | かけがえのないなどない      | -             | 未収録       | タワーレコード渋谷店・難波店のみの販売。 |

### EP
|          | 発売日    | タイトル | 規格 | 規格品番 | 順位 |
| -------- | --------- | -------- | ---- | -------- | ---- |
| 会場限定 | 2016年8月 | Lilly    | CD   | -        | -    |

## タイアップ一覧
| 使用年 | 曲名                 | タイアップ                                          |
| ------ | -------------------- | --------------------------------------------------- |
| 2021年 | Hello Halo -ReLight- | MBSドラマ特区『夢中さ、きみに。』オープニングテーマ |

## MV

### ミュージック・ビデオ
| 公開日 | 公開日   | タイトル                          | リンク      | 備考                                                                               |
| 年     | 月日     | タイトル                          | リンク      | 備考                                                                               |
| ------ | -------- | --------------------------------- | ----------- | ---------------------------------------------------------------------------------- |
| 2017年 | 9月13日  | Hello Halo                        | [ 動画 1 ]  | 出演：高木隆太                                                                     |
| 2017年 | 12月2日  | ワンダーライアー                  | [ 動画 2 ]  |                                                                                    |
| 2018年 | 4月9日   | 反抗の声明                        | [ 動画 3 ]  | 出演：彩雪                                                                         |
| 2018年 | 12月13日 | おかえり劣等生                    | [ 動画 4 ]  | 出演：大塚りりあ、山本和穂                                                         |
| 2019年 | 8月2日   | ARE ME?                           | [ 動画 5 ]  |                                                                                    |
| 2019年 | 11月4日  | かけがえのないなどない            | [ 動画 6 ]  | 出演：Asumi、Shion Sasaki                                                          |
| 2020年 | 6月3日   | 二度寝をしようよ                  | [ 動画 7 ]  | リリックビデオ。                                                                   |
| 2020年 | 6月27日  | Morning glory                     | [ 動画 8 ]  |                                                                                    |
| 2020年 | 7月25日  | 車窓                              | [ 動画 9 ]  | リリックビデオ（イラスト：加藤芳樹）                                               |
| 2021年 | 2月3日   | Hello Halo -ReLight- (Short ver.) | [ 動画 10 ] | 出演：坂東龍汰、島田惇平、老月ミカ、阿部倫士                                       |
| 2021年 | 3月3日   | Hello Halo -ReLight-              | [ 動画 11 ] | 出演：坂東龍汰、島田惇平、老月ミカ、阿部倫士                                       |
| 2021年 | 8月25日  | バンシーの叫び                    | [ 動画 12 ] | 4ヶ月連続リリースの1作目。                                                         |
| 2021年 | 10月6日  | もしも生まれ変わったなら          | [ 動画 13 ] | 4ヶ月連続リリースの2作目。                                                         |
| 2021年 | 11月3日  | 感情的な英雄                      | [ 動画 14 ] | 4ヶ月連続リリースの3作目。                                                         |
| 2021年 | 12月1日  | かつては少年少女                  | [ 動画 15 ] | 4ヶ月連続リリースの4作目。                                                         |
| 2022年 | 7月24日  | 青くなくとも                      | [ 動画 16 ] | 出演：み                                                                           |
| 2022年 | 10月26日 | ENDLESS                           | [ 動画 17 ] | アニメーション：加藤芳樹                                                           |
| 2023年 | 7月26日  | 椿の唄                            | [ 動画 18 ] | 出演：ごうけはく（サバシスター）                                                   |
| 2023年 | 8月30日  | Float                             | [ 動画 19 ] | リリックビデオ                                                                     |
| 2023年 | 11月19日 | 幸福のすべて                      | [ 動画 20 ] |                                                                                    |
| 2024年 | 8月4日   | Tasty                             | [ 動画 21 ] | 出演：金井球、小林駿輔(liquid people)、 ナギノエナ(THE 革命キラ獣)、虹太(カラノア) |
| 2025年 | 1月29日  | フィラメント                      | [ 動画 22 ] |                                                                                    |
| 2025年 | 8月6日   | レッドオーシャン                  | [ 動画 23 ] |                                                                                    |

### ライブ・ビデオ
| 公開日 | 公開日   | タイトル           | リンク      | 備考                                                                         |
| 年     | 月日     | タイトル           | リンク      | 備考                                                                         |
| ------ | -------- | ------------------ | ----------- | ---------------------------------------------------------------------------- |
| 2021年 | 12月22日 | 終夜運転           | [ 動画 24 ] |                                                                              |
| 2024年 | 2月7日   | メロディーメーカー | [ 動画 25 ] |                                                                              |
| 2024年 | 6月27日  | 幸福のすべて       | [ 動画 26 ] | 2024.3.24 下北沢シャングリラ公演                                             |
| 2024年 | 7月8日   | Fantasia           | [ 動画 27 ] | 2024.3.24 下北沢シャングリラ公演                                             |
| 2024年 | 7月30日  | コピーライト       | [ 動画 28 ] | 2024.7.15 下北沢近松 「箱庭へようこそ〜近松ワンマン編〜」                    |
| 2024年 | 11月8日  | 桃源郷へようこそ   | [ 動画 29 ] |                                                                              |
| 2024年 | 11月15日 | Tasty              | [ 動画 30 ] | 2024.11.4 shibuya eggman 「箱庭へようこそ ~香らない僕らとオンシジウム~」より |
| 2024年 | 11月22日 | Fantasia           | [ 動画 31 ] | 2024.11.4 shibuya eggman 「箱庭へようこそ ~香らない僕らとオンシジウム~」より |
| 2025年 | 4月12日  | apPETite           | [ 動画 32 ] | 2025.3.20 SHIBUYA WWW 「箱庭へようこそ ~桃源郷のつくりかた~」より            |
| 2025年 | 5月3日   | Float              | [ 動画 33 ] | 2025.3.20 SHIBUYA WWW 「箱庭へようこそ ~桃源郷のつくりかた~」より            |
| 2025年 | 8月15日  | THERAPY            | [ 動画 34 ] | テレビ東京系音楽番組「超⚡️超音波」より                                       |

## 出演
TV
- 超⚡️超音波（2025年8月1日放送、テレビ東京系列）[15]

ラジオ
- タワレコメン！ピックアップ！（2025年8月7日放送、文化放送） - 『レコメン！』内コーナー（毎週月曜〜木曜22:00〜25:00）